# Groeve westelijk van Kalkbranderij

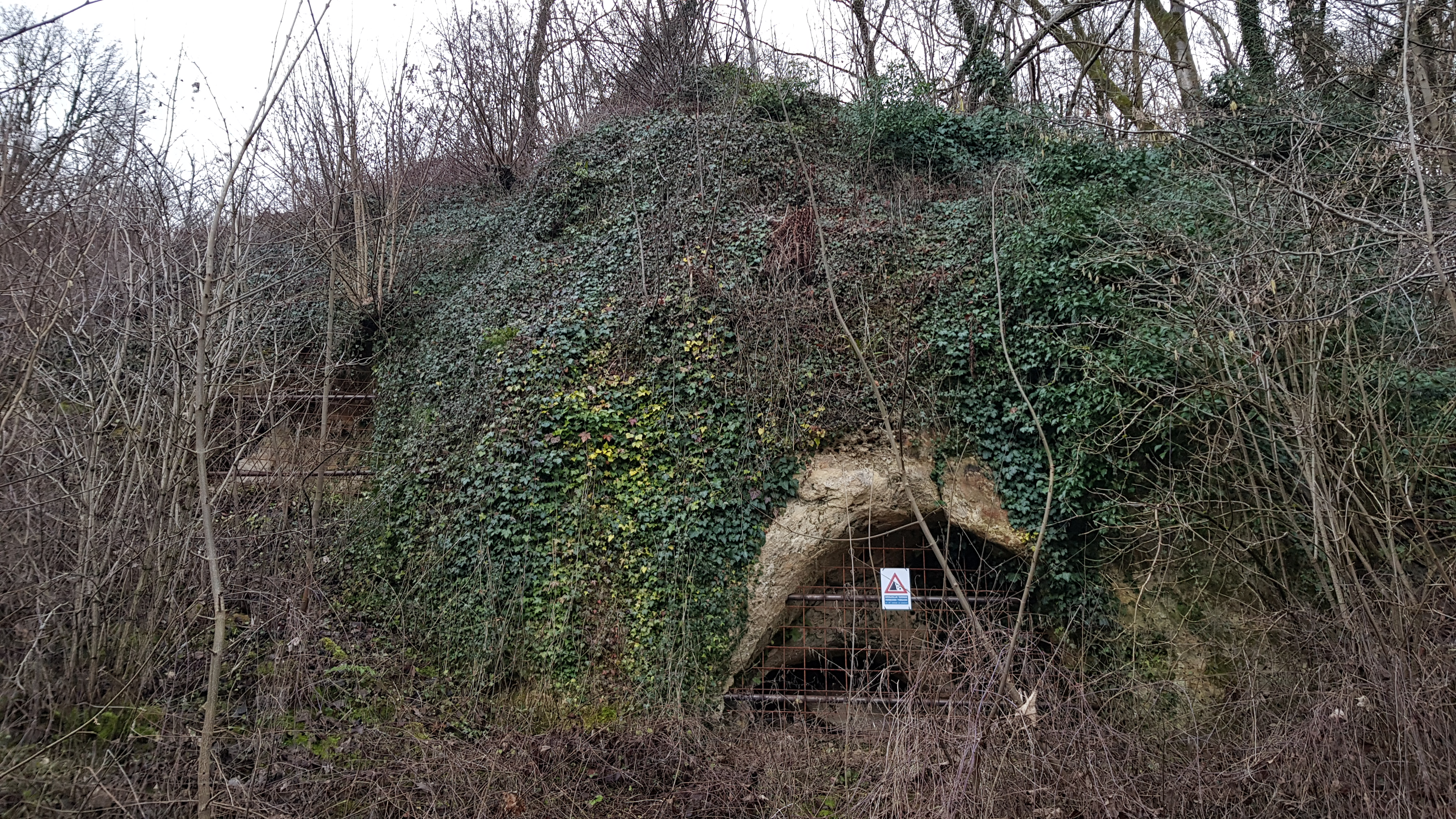
Groeve westelijk van Kalkbranderij

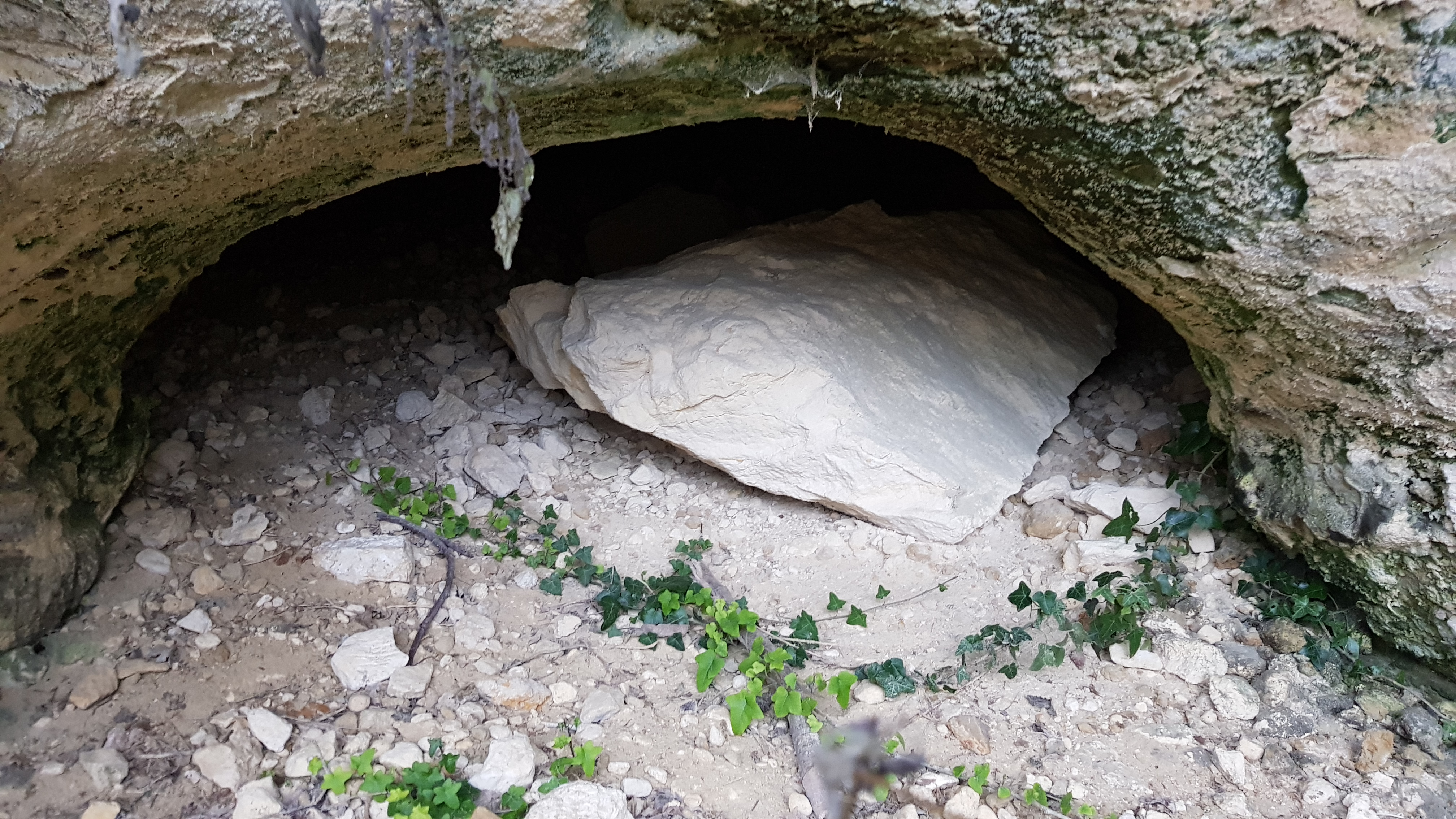
Deel van plafond dat naar beneden gekomen is

De Groeve westelijk van Kalkbranderij is een Limburgse mergelgroeve in het Geuldal in de Nederlandse gemeente Valkenburg aan de Geul in Zuid-Limburg. De ondergrondse groeve ligt ten noordwesten van Geulhem ten zuidoosten van camping 't Geuldal. Ze ligt onder een hellingbos nabij de weg Gemeentebroek. De groeve ligt aan de noordwestkant van het Plateau van Margraten in de overgang naar het Maasdal. In de omgeving duikt het plateau een aantal meter steil naar beneden.
Op ongeveer 35 meter naar het zuidoosten bevinden zich de Groeve achter de Kalkbranderij en de Kalkoven bij Curfsgroeve, op ongeveer 125 meter naar het noordwesten ligt de ingang van de Schuncktunnel en op ongeveer 200 meter naar het westen liggen de Groeve onder de Leeraarsgroeve en de ingang van de Leeraarsgroeve. Ten zuidwesten van de ondergrondse groeve ligt de dagbouwgroeve Curfsgroeve.

## Geschiedenis
In welke periode de groeve door blokbrekers werd ontgonnen is niet bekend.

## Groeve
De groeve heeft een oppervlakte van ongeveer 78 vierkante meter.
De ingang van de groeve is afgesloten, zodanig dat vleermuizen de groeve kunnen gebruiken als verblijfplaats. 
Het gebied van de groeve is eigendom van de provincie Limburg en wordt beheerd door het Het Limburgs Landschap.

## Geologie
De nabijgelegen groeves zijn uitgehouwen in de Kalksteen van Meerssen van de Formatie van Maastricht. De groeve is waarschijnlijk in dezelfde kalksteen uitgehouwen.